# Paul Burgess (Musiker)

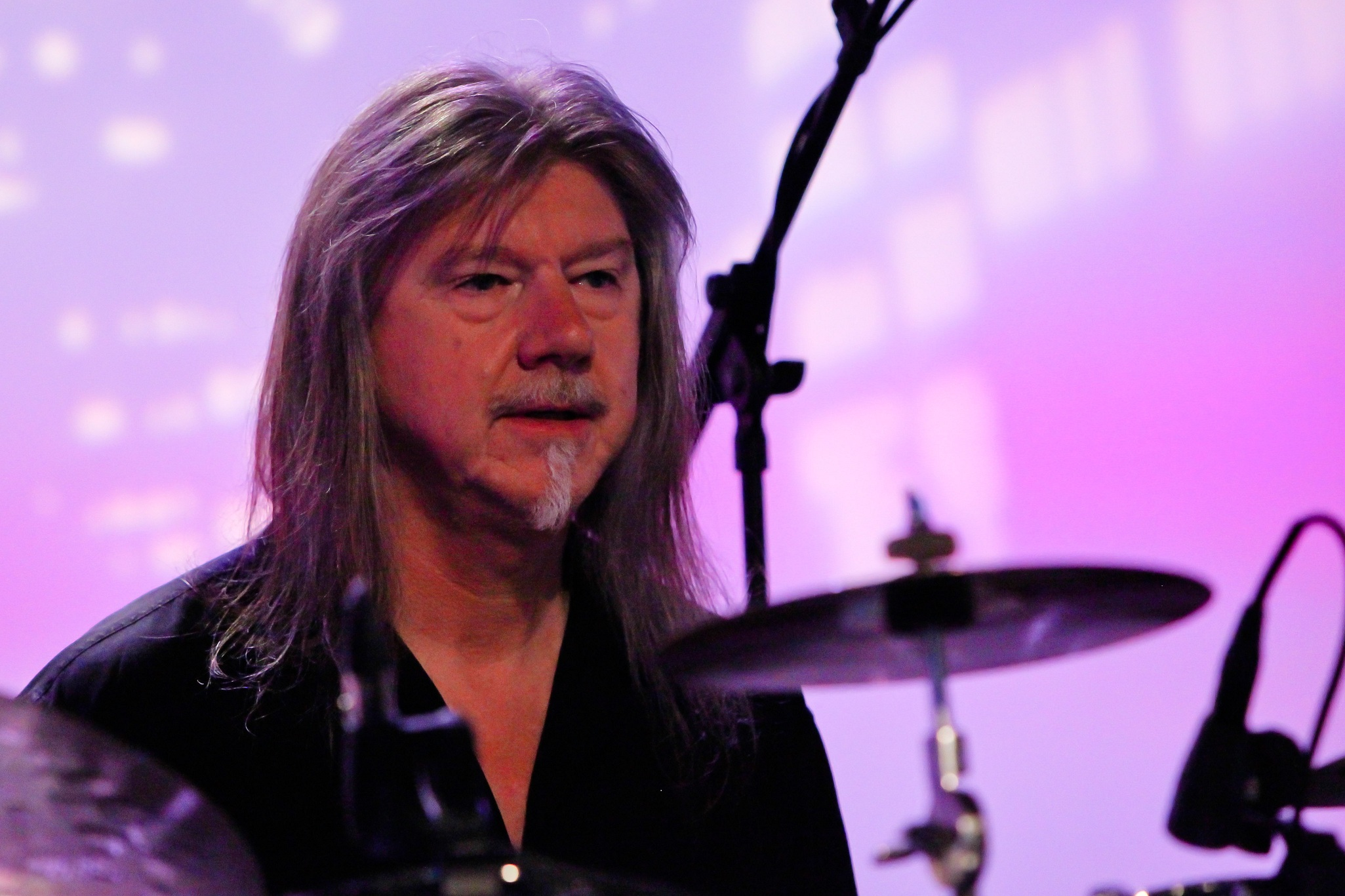
Paul Burgess 2010

Paul Burgess (* 28. September 1950 in Manchester) ist ein britischer Rock-Schlagzeuger, der vor allem durch seine Zusammenarbeit mit einer Vielzahl von britischen Rock- und Folk-Rock-Bands bekannt geworden ist. Neben seiner umfangreichen Arbeit wurde er Mitglied von 10cc, Jethro Tull, Camel, Magna Carta und The Icicle Works.

## Karriere
Burgess begann 1965 in der Band Axis Schlagzeug zu spielen, die er im Juli 1971 verließ. Er trat dann 10cc auf ihrer Tour durch Großbritannien 1973 bei; offiziell trat er 10cc 1976 nach dem Weggang von Kevin Godley und Lol Creme bei. Sein erstes Studioalbum mit der Band war Deceptive Bends, das die Hits The Things We Do For Love, Good Morning Judge und People in Love hervorbrachte. Während der Tour 1977 von 10cc übernahm Burgess das Schlagzeug von Stuart Tosh. Burgess setzte seine Zusammenarbeit mit 10cc auf ihrem Alben von 1978 Bloody Tourists, Look Hear? (1980) und Ten Out of 10 (1981) fort. Paul spielte Schlagzeug auf Graham Gouldmans Soloalbum Animalympics Soundtrack(1980) und auf Eric Stewarts ersten zwei Solo-Alben; dem Soundtrack von dem französischen Film Girls (1980) und Frooty rooties (1982).
Burgess wurde später Mitglied der Punkband The Invisible Girls. Burgess verließ vorübergehend die Band im Jahr 1980 und wurde ersetzt von dem Buzzcocks-Schlagzeuger John Maher für das Album Pauline Murray and the Invisible Girls, auf dem er unterstützt wurde von der Ex-Punk-Sängerin Pauline Murray. Er war auch Mitglied der Folk-Rock-Band Magna Carta für das Album Midnight Blue (1981). Im folgenden Jahr war Burgess kurz Mitglied von Jethro Tull und ersetzte Gerry Conway. Die Tournee mit Jethro Tull ging durch ganz Europa und Nordamerika. Burgess wurde wiederum durch Doane Perry ersetzt.
1984 wurde Burgess Mitglied der Progressive-Rock-Band Camel. Er ersetzte Stuart Tosh, der früher auch Mitglied von 10cc gewesen war. 1986 tourte er mit Joan Armatrading und kam als Mitglied der wiedervereinigten Magna Carta zurück. Während der späten 1980er Jahre spielte Burgess bei zahlreichen Liveauftritten mit einer Reihe von Künstlern wie dem Glamrocker Alvin Stardust und der Disco-Sängerin Gloria Gaynor. Im Jahr 1990 ersetzte Burgess den Schlagzeuger Zak Starkey in der New-Wave-Band The Icicle Works. Er nahm ein Album "Permanent Damage" (1990) auf, bevor die Band sich auflöste. 1992 wiedervereinigte sich die Band Camel mit Burgess am Schlagzeug. 
Burgess trat dann mit Chris Farlowe in seiner Begleitband 1995 auf. Im Jahr 2000 stieß Burgess für eine Reihe von Konzerten erneut zu 10cc. Graham Gouldman tourte zusammen mit Burgess und dem Gitarristen Rick Fenn unter den Namen 10cc featuring Graham Gouldman & Friends oder Graham Gouldman plays 10cc.
Im Jahr 2003 hatte er Auftritte mit Chris Farlowe und 10cc und spielte für The Soul Company (eine Band unter der Leitung von Dave Sharp, früher bei The Alarm). Danach spielte er für Then Came the Wheel, eine Band, die aus mehreren Veteranen der britischen Folk-Rock-Szene besteht. Mitte der 2000er Jahre spielte und tourte er mit The Stockport. Danach wurde er Mitglied der englischen Band Katy Lied und spielte auf dem Album Late Arrival mit, das im Jahr 2008 veröffentlicht wurde.